# Blanca Calvo
Blanca Calvo de Hernández (Ciudad de Panamá, 2 de junio de 1940) es una microbióloga panameña y pionera en los estudios de microbiología en Panamá. Abrió el campo de la microbiología a nivel de licenciatura y luego la maestría en Microbiología Ambiental de la Universidad de Panamá. También impulsó la creación del laboratorio de Microbiología Experimental y Aplicada dentro de la misma. Ha desarrollado investigaciones en biodegradación y estudios de fijación de nitrógeno en leguminosas tropicales. Uno de sus trabajos más relevantes fue “Composition and method for degradation of Polychorinated Biphenyl Compounds”, patentado en Estados Unidos en el año 1999. 

## Biografía
A la edad de cinco años, Blanca y su familia se mudaron a Chicago, Illinois, en donde permanecieron seis años para que su padre estudiara medicina. Cuando regresaron a Panamá, tenía once años y solo hablaba inglés, por lo que sus padres la matricularon en la Escuela Ancón y luego en la Balboa High School, en la antigua Zona del Canal. 
Toda su educación primaria y secundaria la realizó en inglés, lo que facilitó que después pudiera hacer sus estudios superiores en este idioma. 

## Trayectoria
La científica estudió un semestre en la Universidad de Panamá, compartiendo clases con la pionera de la botánica Mireya Correa. Poco tiempo después, en 1958, consiguió una beca para estudiar en Estados Unidos. 
Mientras realizaba sus estudios de pre-medicina en la Universidad de Carolina del Norte, se interesó por la bioquímica y se cambió a la licenciatura en Biología y Química. Al terminar, se mudó a Nueva York e inició su maestría en Biología Molecular en la Universidad de Columbia. Aun estudiando, consiguió su primer trabajo como asistente de investigación en el Instituto de Cáncer Sloan-Kettering del distrito de Manhattan, donde permaneció tres años. 
Cuando terminó las materias de su maestría, decidió cambiarse al centro de investigación de microbiología de su universidad para dedicarle más tiempo a su tesis. 
Una vez culminada su maestría, regresó a Panamá en 1968, donde consiguió trabajo como asistente de investigación en el Instituto Conmemorativo Gorgas de Estudios de la Salud, pero según declaró en una entrevista, al cabo de un año decidió abandonarlo por falta de reconocimiento a su trabajo y al de otras compañeras mujeres.
Fue en 1972 que comenzó su vida profesional en la Facultad de Ciencias Naturales en la Universidad de Panamá, donde notó que se limitaba el campo de estudios de las Ciencias Naturales a la botánica (plantas) o a la zoología (animales), careciendo de estudios en microbiología. Esta frustración, sumada a la situación política que atravesaba el país con el régimen militar del general Omar Torrijos, hicieron que viajara a Costa Rica para tomar otra maestría, estudios que no llegó a terminar para irse a realizar su doctorado en Microbiología Ambiental a Riverside, California. 

## Aportes
Para sus investigaciones colaboró con instituciones como la Universidad de California, la Agencia de los Estados Unidos para el Desarrollo Internacional, la Academia Nacional de Ciencia y el Departamento de Agricultura, ambos de Estados Unidos; el Centro Internacional de Investigaciones para el Desarrollo de Canadá, la Secretaría Nacional de Ciencia, Tecnología e Innovación, y el Instituto de Desarrollo e Investigación Agropecuaria de Panamá. 
Desde 1979, inició una investigación en Panamá sobre la fijación del nitrógeno biológico en los trópicos, interés que compartía con la ingeniera agrónoma Carmen Damaris Chea. 
Ha publicado más de 30 trabajos sobre la fijación del nitrógeno en leguminosas tropicales en el libro “Cien mujeres por la vida y la dignidad nacional”. Sus trabajos más relevantes en este tema se orientaron a caracterizar fisiológica y taxonómicamente cepas de rhizobiales tropicales y templadas. 
En su trabajo “Invalidity of the Concept of Slow Growth and Alkali production in Cowpea Rhizobia”,estudió cómo las bacterias de los suelos de los trópicos crecen más rápido que las de clima templado. Esta investigación fue presentada en la Universidad de Cornell en 1983 y publicada en la revista Applied Environmental Microbiology en 1984.
También realizó asesorías al Ministerio de Salud de Panamá en materia de biodegradación para el manejo y descomposición de desechos. 
Su trabajo “Composition and method for degradation of Polychorinated Biphenyl Compounds”, le otorgó la patente US5968360A en Estados Unidos en el año 1999. La importancia de este estudio radicó en dar una solución a la descomposición de un líquido tóxico que salía de los transformadores eléctricos cuando explotaban. Estos estudios también fueron realizados en Panamá. 
Los resultados de sus investigaciones fueron presentados en conferencias dictadas en Estados Unidos, Centroamérica, Suramérica, Asia, África y diversos países de Europa; y su línea de investigación de los suelos está siendo incorporada en la actualidad por la Facultad de Agronomía de la Universidad de Panamá.

## Legado
Al doctorarse en 1983, regresó a Panamá para dedicar año y medio en diseñar un plan de estudios nuevo que incluyera los estudios en microbiología y parasitología, el cual fue aprobado por la Junta de Facultad de Ciencias Naturales de la Universidad de Panamá. Fue así como la licenciatura en Microbiología fue creada. Permaneció 44 años como docente e investigadora, desde que ingresó por primera vez en la UP en 1972 hasta su jubilación en 2017.
En el año 1979, impulsó la creación del laboratorio de Microbiología Experimental y Aplicada dentro de la UP junto a Mireya Correa y el profesor Diomedes Quintero. El laboratorio empezó con tres cubículos, y en la actualidad se ha expandido a siete. 
En 2003 propuso la creación de una maestría en Microbiología Ambiental que inició en 2004 y que coordinó hasta jubilarse. Durante 2013 al 2017 fue miembro de la Comisión de Acreditación de la Maestría de Microbiología Ambiental de la Universidad de Panamá, y del 2012 al 2017 fue la directora del Departamento de Microbiología y Parasitología. 